# 斑点光果荚蒾
斑点光果荚蒾（学名：Viburnum leiocarpum var. punctatum）为忍冬科荚蒾属下的一个变种。